# Damir Petrić
Damir Petrić (Split, 22. siječnja 1949. - Split, 7. travnja 2015.), sudionik hrvatskog proljeća, politički zatvorenik i emigrant.

## Djetinjstvo i mladost
Damir Petrić rođen je 1949. godine u Splitu, u težačkoj obitelji, od oca Perislava i majke Romee Petrić (rođene Bonačić). Odrastao je u Splitu, u težačkoj i katoličkoj obitelji, koja je njegovala tradicionalne vrijednosti, koje su u vrijeme socijalizma bile potiskivane. Po majčinoj obiteljskoj strani bio je u srodstvu s tadašnjim istaknutim partijskim funkcionarom Antom Jurjevićem Bajom. Sam se Petrić zarana, još u djetinjstvu susreo s onima koji su živjeli u krajnjoj bijedi, gladi i oskudici, te se odlučio svrstavati na stranu potlačenih, te je tako pomažući drugima, privukao pažnju vlasti na sebe. 
Jednom je prilikom, još u prvom razredu osnovne škole, na učiteljev upit da netko od đaka otpjeva neku junačku pjesmu, Petrić započeo tada zabranjenu Ustani bane.U Splitu je završio osnovnu i srednju školu, te diplomirao na Pravnom fakultetu. U kasnijim godinama, negdje 1960., kada je imao jedanaest godina života, pred splitskom vojarnom na Gripama, je vojnicima zapjevao pjesmu Rajska Djevo kraljice Hrvata, te su ga tom prilikom vojnici istukli, ali su prestali kada im je kazao kako mu je Baja barba. 

Navodno je još tijekom studija, u drugoj polovici šezdesetih, već u Zagrebu stekao poznanstvo s Brunom Bušićem i Franjom Tuđmanom, dok je od šjora Tuđmana, generala i doktora, učio i prihvatio dosta stvari, kad bi se tajno sastajali, u vili jednog splitskog odvjetnika na Mejama, u Splitu. Kako je Petrić imao u široj obitelji dosta bivših vojnih lica, koji su živjeli u Beogradu, negdje 1968., baš u vrijeme studentskih demonstracija, gdje se zatekao kao kandidat za vojnog pilota u JNA, te je tamo nastupao s beogradskim kolegama. Da bi ih jednom prilikom progonila tadašnja milicija, zbog suprotstavljanja režimu, te u intevjuu u Feral Tribuneu, Petrić povlači paralelu o tadašnjim tzv. komunistima iz Jugoslavije šezdesetih i tzv. ustašama iz devedesetih u Hrvatskoj:  
"Što se tiče stvarnih, izvornih ustaša, koji su polagali zakletvu Paveliću, to su najbolji ljudi koje sam upoznao bez obzira što sam bio upozoravan da tu dobrotu oni samo glume. No usporedit ću njih i prijeratne komuniste koje sam susretao u Beogradu 1968., za vrijeme studentskih nemira. Boravio sam tamo kao kandidat za vojnog pilota, tamo imam i rodbine - bivša vojna lica .I tamo sam doživio isto što i u Zagrebu, taj duh Lava Trockog, duh revolucije, potrebu borbe za slabijega. Ja sam nastupao s beogradskim kolegama, oni su mi skandirali "beli, beli", kao Hajduku, i onda je ruknula murija na nas. Sklonio nas je tada u svom alternativnom stanu veliki, plemeniti čovjek Veljko Vlahović. K njemu su dolazili stari komunisti, odgodjeni na Lenjinu, kojima je bilo jezivo neugodno to što s nama radi i koji su nam govorili da smo u pravu. Ti ljudi, stari komunisti, premda bolesni, vodili su brigu o nama mladima. Hoću zapravo reći da niti su oni bili pravi komunisti koji su nas progonili i zatvarali, niti su ovo danas (devedesetih) prave ustaše." 

## Sudioništvo u hrvatskom proljeću
Tijekom studija, bio je kao sudionik studentskog pokreta, jedan od istaknutijih sudionika hrvatskog proljeća u Splitu, da bi u tom početnom valu navodno izbjegao sankcioniranje, na zagovor majčinog rođaka, tada moćnog partijskog funkcionara, Ante Jurjevića Baje.  
Naime, kao student četvrte godine splitskog Pravnog fakulteta, bio je u svibnju 1971., izabran za člana Predsjedništva Saveza studnata Pravnog fakulteta u Splitu, da bi potom sudjelovao na 6. skupštini studenata Hrvatske, koja se održavala u Dubrovniku, na kojoj je izabran za zamjenika predsjednika Konferencije studenata.Da bi se uskoro, uslijed sloma hrvatskog proljeća, prvo zaredale pritužbe na njegov rad, te potom biva smijenjen s dužnosti, te optužen i uhićen.   
Okružno javno tužilaštvo u Splitu je 15. ožujka 1972., nakon tromjesečne istrage, protiv Damira Petrića, Ante Štambuka i drugih studenata podignulo optužnicu prema odredbama iz čl.100. i 118. tadašnjeg Krivičnog zakonika, te ih je teretilo da su nastojali silom i protuustavnim putem oboriti vlast, koristeći se položajem studentskih rukovoditelja. U optužnici su ih teretili da su prikupili oko 1100 potpisa studenata kao tzv. peticiju podrške Budiši, Čičku i ostalima, da je Petrić nakon utakmice Partizan - Hajduk koja se igrala u jesen 1971., u Beogradu, u more bacio automobile beogradskih registracija, da je vrijeđao ličnost Vladimira Bakarića, kazivao kako su borci NOR-a nesposobni da vode zemlju, te je govorio o tzv. svetom trojstvu, odnosno o partijskoj birokraciji, državnoj birokraciji i kapitalu stacioniranom u otuđenim centrima moći. Suđenje je započelo 8. svibnja 1972., pred Okružnim sudom u Splitu, te je okrivljeni Petrić u toj prvostupanjskoj presudi Okružnog suda u Splitu, od 17. svibnja 1972., bio osuđen na zatvorsku kaznu u trajanju od tri godine i šest mjeseci zatvora, ali je pušten iz pritvora do pravomoćne presude, te je tako u iščekivanju odlučivanja o žalbi, na dočeku Nove godine, zimi 1972./1973., u Supetru, u hotelu među okupljenima počeo pjevati pjesmu "Ustani bane", na što se je većina okupljenih gostiju ustala i pobjegla.  
Potom je ipak 1974.godine, u socijalističkoj Jugoslaviji bio osuđen na zatvorsku kaznu u trajanju od tri godine i šest mjeseci, da bi potom neposredno prije početka služenja kazne s krivotvorenom putovnicom pobjegao u inozemstvo, da bi se smjestio u SR Njemačku, gdje je zatražio politički azil. U odsutnosti je, 1979. godine, u Jugoslaviji bio osuđen na smrtnu kaznu zbog navodnog počinjenja pedesetidevet ubojstava. 

## Odlazak u emigraciju
U emigraciji je bio dočekan na naslovnicama emigrantskih listova, ali se pokazalo kao dvosjekli mač, Petrić tada uči njemački na Goethe Institutu u Iserlahenu, te tom prilikom upoznaje političke emigrante iz istočnoeuropskog komunističkog bloka, ali i iz Čilea. Uskoro preko Franje Gorete upoznaje Rudija Dutschkea, jednog od nositelja pokreta iz 1968. godine. Za boravka u emigraciji, kao relativno istaknuti sudionik studentskog pokreta, Petrić je stupio u kontakt s Jakšom Kušanom, koji je u Londonu izdavao nestranačko glasilo Novu Hrvatsku, te se Petrić u tom razgovoru odbio priključiti Hrvatskom narodnom vijeću, iako je bio smatran za novog, mladog naraštaja predstavnika iz Hrvatske, koji ima prednost pred starijim emigrantima, koji su izgubili dodir sa stvarnošću.
Petrić je za sebe navodio kako je orijentiran prema ljevici, što je između ostaloga iznio u jednom pismu Vinku Nikoliću, uredniku Hrvatske revije, iz studenoga 1973., gdje je naveo kako on planira djelovati s lijevih linija, koje su po njemu bile linije hrvatskog proljeća. U tom je razdoblju, navodno, bio žrtva atentatora jugoslavenske tajne službe. U svojem je djelovanju u emigraciji, Petrić istupao kao marksist, štoviše naginjao je maoizmu, te je od nemalog dijela predstavnika hrvatske emigracije bio doživljavan kao neozbiljan. U emigraciji je radio kao radnik u tvornici automobila Opel, u SR Njemačkoj.
  

Upisuje medicinu, ali uskoro saznaje da mu je petogodišnja kćerka doživjela prometnu nesreću, od koje se neće oporaviti. Potom upisuje psihologiju i didaktiku učenja stranih jezika, a kod profesora Strattmana pokušava ugovoriti mjesto asistenta, da bi taj posao propao, jer ga je tadašnja vlast u socijalističkoj Jugoslaviji označila kao terorista. Jednom prilikom, na mjestu eksplozije, u jednom jugoslavenskom klubu u Njemačkoj, kojeg su osnivali konzuli ili sami radnici iz Jugoslavije, bio je pronađen letak s njegovim potpisom, te je tadašnja jugoslavenska Služba (SDS), sve više nastojala prokazati Petrića kao terorista, u svojem razgovoru s Renatom Baretićem, za Slobodnu Dalmaciju, iz 1998., sam Petrić navodi:
"Našem se svijetu gore najviše svidjelo što sam ja ove ovdje komunističke bandite tukao njihovim vlastitim oružjem. Citirao sam Lenjina, Marxa, Engelsa, sve u što su se kleli, i onda jasno ukazivao gdje su ih iznevjerili. Uz pomoć njihovih evanđelja dokazivao sam da su lažljivci i lupeži, a ne komunisti i socijalisti. Bio sam prvi koji se time služio i tako sam brzo postao ‘ultralijevi ustaški ideolog’... Do tada je postojala predrasuda da su to sve ustaše, fašisti, i svijet se vani gnušao čim bi netko spomenuo naše emigrante."
Prema Petriću, je po njegovim navodima, u tom razdoblju bilo izvršeno jedanaest atentata, od čega su dva bila zamalo uspješno izvedena. Naime, u Bochumu, 10. studenoga 1975., dok se vraćao kući s posla u tvornici Opela, nožem ga je ubo njemu nepoznati počinitelj, te mu je tom prilikom pomogao slučajni prolaznik, koji ga je odveo do bolnice. Kasnije se ustanovilo kako je počinitelj bio iz Jugoslavije, dvadesetogodišnji mladić, iz doma za napuštenu djecu na Krku, te je po Petrićevim navodima, "i sam atentator bio žrtva, još tragičnija od onih koje ubija." Drugi atentat se dogodio u Parizu, u noći sa 31.srpnja, na 1. kolovoza 1977. godine, kada su nakon održanog predavanja s Brunom Bušićem, otrovali pićem, te je doživio kliničku smrt.
Kasnije, 1978. godine, započela je tzv. afera s izručenjem, Jugoslavija je u zamjenu za pripadnike Frakcija crvenih armija, tražila od SR Njemačke izručenje osam jugoslavenskih emigranata, među kojima i Petrića, kojeg su jugoslavenske vlasti okarakterizirale kao antijugoslavenskog terorista, navodeći kako je pripadao terorističkom udruženju koje je pripremalo i počinilo ubojstva mnogih nevinih ljudi. Nijemci uhićuju sve s popisa, osim Petrića i još jednog hrvatskog emigranta, te potom Petrić ne želeći boraviti u ekstradicijskom pritvoru, bježi prvo u Francusku, potom u Švedsku, gdje je zatražio politički azil. U Njemačkoj, 25. kolovoza 1978. Vrhovni sud SR Njemačke donosi odluku kojom se odbija izručenje Petrića Jugoslaviji, i tako se on odlučuje vratiti u Njemačku, ali ga jugoslavenski sud, u Beogradu, u odsutnosti osuđuje na smrtnu kaznu kao navodnog organizatora pedeset i devet ubojstava.

## Povratak u domovinu
Uslijed demokratskih promjena u Hrvatskoj, raspada Jugoslavije i izbijanjem Domovinskog rata, Petrić se 1993. vraća u Hrvatsku, te u medijima iznosi kritike prema novoj vlasti HDZ-a i Franji Tuđmanu, što mu nove hrvatske vlasti nisu dočekale s pretjeranim oduševljenjem, te je bio marginaliziran. Tada je sebe predstavljao kao kibernetičara, kozmopolita i individualista, ljevičara u svakom pogledu, kako su to bili Isus Krist i Budha. Za života u emigraciji u Njemačkoj, upoznao je mnogobrojne izbjeglice iz Čilea, koji su kao ljevičari bježali pred režimom Augusta Pinocheta u svojoj zemlji. U tom se razdoblju priključio splitskoj podružnici udruženja političkih zatvorenika, gdje je "pomagao onima koji su bili monstruozno kažnjavani u bivšem režimu, dok im ovaj današnji ne daje dovoljno niti za puko preživljavanje", kako je naglasio u jednom od svojih istupa objavljenih u tjedniku Feral Tribuneu.

## Kontroverze
Osim što je u bivšoj, socijalističkoj Jugoslaviji bio proganjan, te u odsutnosti čak osuđen na smrtnu kaznu, zbog čega je proveo dvadesetak godina u političkoj emigraciji, da bi se u samostalnoj i demokratskoj Hrvatskoj, oko Petrićeva djelovanja počeli vući prijepori. Uzrok tome treba tražiti u njegovoj tadašnjoj opozicijskoj aktivnosti prema vladajućem HDZ-u i Franji Tuđmanu, a najviše zbog čestih istupa u tjedniku Feral Tribuneu, koji je izrazito kritizirao tadašnje garniture nove vlasti. Takvo što, nije nailazilo na odobravanje starijih emigranata, koji su njegov slobodarski duh i otvorenost tumačili drugačije.
Hrvatski politički emigrant i publicist Nikola Štedul je iznio podatak kako je u početku, još tijekom sedamdesetih godina u emigraciji, za Petrića "sumnjao da je možda prevarant", jer mu je isti navodno "nudio postavljanje bombi po jadranskoj obali, u Jugoslaviji, kako bi se ovima uništila turistička sezona", ali kako navodi dalje Štedul, sumnjao je da li se radilo možda o nekakvom "jugoslavenskom, udbaškom provokatoru", ali je, navodno, nakon dugog niza godina saznao za nove sumnje, "kako je Petrić bio navodni „suradnik“ jugoslavenskog KOS-a, koje je sumnje pred splitskom policijom 1992. iznio izvjesni oficir KOS-a", kako navodi Štedul. Nastavno, Štedul dalje navodi kako "sumnja da je Petrić, upravo poslije svog povratka u Hrvatsku, 1993., upao u tu mrežu, navodeći za primjer kako sumnja da mu je navodna "veza s KOS-om" bio upravo majčin rođak Ante Jurjević Baja", kako navodi Štedul.
Također iz tog vremena, devedesetih, Štedul veže činjenicu "kako je Petrić u veljači 2002. godine sudjelovao u svojstvu svjedoka, u kaznenom postupku koji je vođen protiv Vinka Sindičića radi sumnji u Sindičićevo sudjelovanje u ubojstvu hrvatskog političkog emigranta Brune Bušića, u Parizu", a pokojnog je Bušića Petrić poznavao iz emigrantskih krugova tog vremena.
Takve, ali i slične kasnije „apsurdne prozivke“ sustizale su ga navodno 2002. godine, te se Petrić po sada dostupnim informacijama, nije pretjerano trudio da ih opovrgne, te se iste teško može sa sigurnošću potvrditi, po sadašnjim spoznajama, a sam je Petrić govoreći o sebi uvijek naglašavao kako je on kibernetičar, individualist, kozmopolit i "ekstremni ekumenist“, iznoseći jedan detalj iz emigrantskog života, "kada se jednom prilikom za boravka u njemačkom zatvoru morao deklarirati po vjeroispovijesti, kako bi na vjerske blagdane imao pravo na zaprimanje paketa i primanje posjeta, da bi tom prigodom kao poznati "ekstremni ekumenist", za opredjeljenje naveo sve glavne svjetske religije".